# Messina (traghetto)

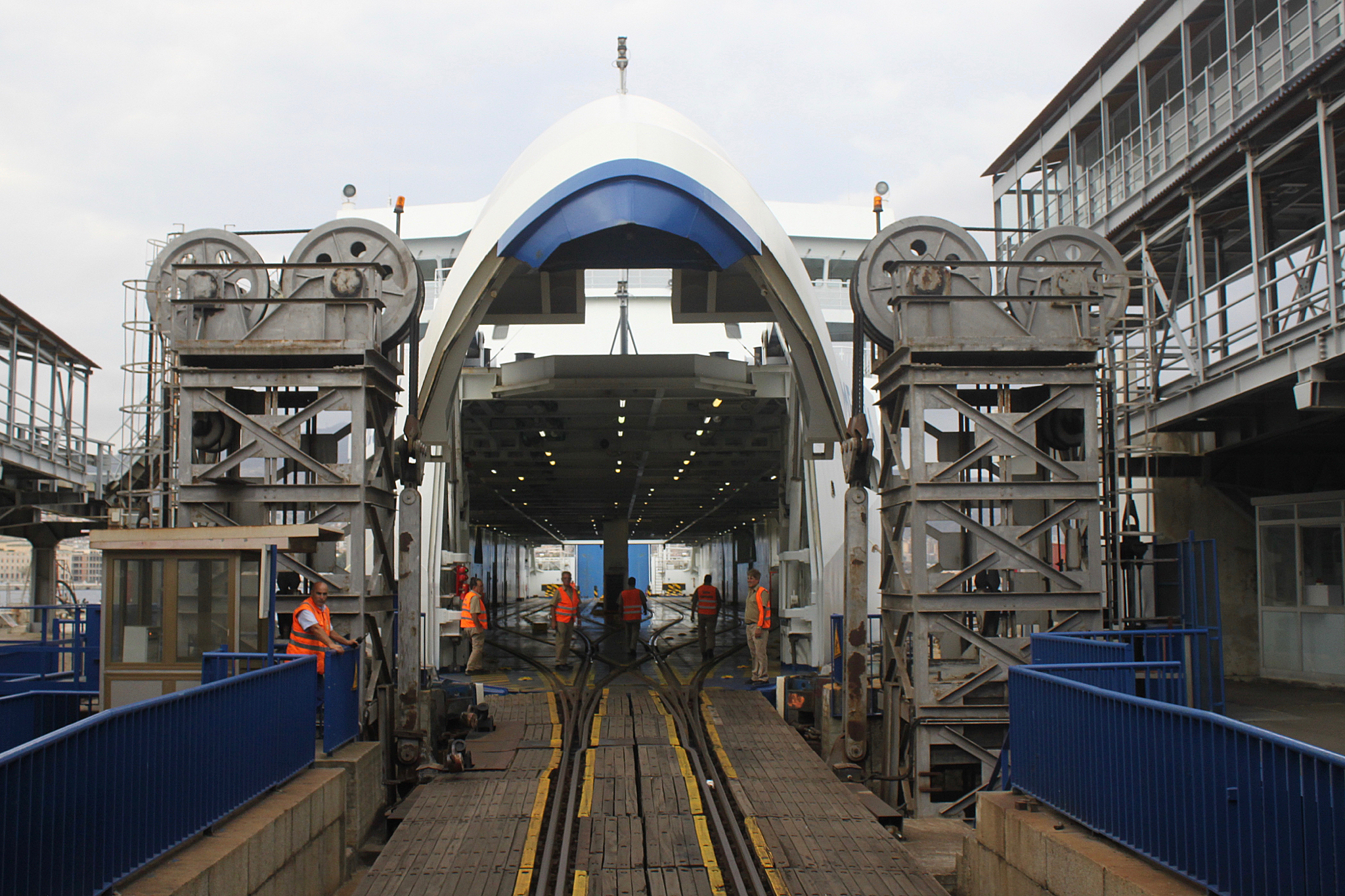
La nave a Messina Marittima con la celata aperta.

Il Messina è un traghetto ferroviario, nuova ammiraglia di Rete Ferroviaria Italiana, destinata al trasporto di rotabili ferroviari, autovetture e passeggeri nello Stretto di Messina. Entra in servizio nello Stretto di Messina il 29 luglio 2013.

## Storia operativa
Il traghetto, il cui nome è stato scelto in seguito a una petizione popolare promossa dal Comitato pro nave traghetto Messina, è stato costruito presso i Nuovi Cantieri Apuania di Marina di Carrara, specializzati nella costruzione di navi passeggeri di tipo Ro/ro. I lavori, iniziati il 9 novembre 2011 con la posa del primo blocco preallestito, sono stati ultimati il 23 luglio 2012: la nave avrebbe dovuto essere varata pochi giorni dopo, per essere consegnata entro dicembre a RFI, ma lo sciopero a oltranza dei lavoratori del cantiere in grave crisi ha impedito il varo dell'unità, la quale per mesi è rimasta bloccata in bacino, nonostante fosse ormai pronta per l'allestimento definitivo. Allagato il bacino già a settembre, il Messina è stato varato definitivamente il 7 novembre 2012, alla presenza dei soli lavoratori dei NCA e senza alcuna cerimonia ufficiale. Per la costruzione della nave, RFI ha affrontato un costo di 49,5 milioni di euro.
La nave è giunta per la prima volta in riva allo Stretto il 25 aprile 2013. Il 26 luglio dello stesso anno, al molo Colapesce del porto di Messina, si è svolta la cerimonia di battesimo e, nel pomeriggio del 29 luglio, la nave ha effettuato la prima traversata per servizio viaggiatori tra Messina e Villa San Giovanni.

## Caratteristiche tecniche
La Messina dispone di un ponte a quattro binari e può caricare, alternativamente, 138 automobili, 24 rimorchi, 19 ferrocisterne, 27 carri ferroviari o 15 carrozze, mediante la celata prodiera o la rampa di poppa. Tre propulsori azimutali poppieri, due thrusters prodieri ed un timone di prua agevolano la manovrabilità della nave, riconoscibile per la prua discendente e per la coppia di ciminiere (essendovene tradizionalmente una soltanto nelle navi traghetto delle Ferrovie dello Stato).

## Navi gemelle
- Iginia (resa ibrida nel 2023)